# Citharacanthus livingstoni
Espèce
Citharacanthus livingstoni est une espèce d'araignées mygalomorphes de la famille des Theraphosidae.

## Distribution
Cette espèce est endémique du Guatemala.

## Publication originale
- Schmidt & Weinmann, 1996 : Eine weitere Citharacanthus-Species aus Guatemala Citharacanthus livingstoni sp. n. (Araneida: Theraphosidae: Theraphosinae). Arachnologisches Magazin, vol. 4, no 3, p. 1-11.